# 国际电信联盟无线电通信部门
国际电信联盟无线电通信部门（英語：ITU Radiocommunication Sector，缩写）是国际电信联盟管理下负责无线电通信管理的部门，其管理的主要内容包括无线电频谱和卫星轨道等，其业务还包括海事无线接入与搜索系统（MARS）、国际移动通信（IMT）、世界无线电通信大会（WRC）、应急无线电通信等，並依據世界无线电通信大会（WRC）的各项决定，出版无线电规则（RR，Radio Regulations）。

## 歷史
國際電信聯盟無線電通信部門的前身是1927年成立的國際無線電諮詢委員會（簡寫為CCIR，全名法文 Comité consultatif international pour la radio，英文 Consultative Committee on International Radio 或 International Radio Consultative Committee）。 1932年，CCIR與一些組織，包括於1865年成立的原始的ITU（當時是國際電報聯盟，International Telegraph Union）合併，成為國際電信聯盟（新的ITU，International Telecommunication Union），CCIR成為ITU下的組織。在1992年，ITU內部改組，CCIR改為ITU-R。